# Paul Munster
Paul Munster (Belfast, 9 febbraio 1982) è un allenatore di calcio ed ex calciatore nordirlandese, di ruolo attaccante.

## Carriera
Dopo varie esperienze in Canada, Repubblica Ceca e Svezia passa al Linfield, squadra del suo paese d'origine.

## Palmarès

### Giocatore

#### Competizioni nazionali
- Campionato nordirlandese: 3

Linfield: 2009-2010, 2010-2011, 2011-2012
- Irish Cup: 3

Linfield: 2009-2010, 2010-2011, 2011-2012
- County Antrim Shield: 1

Linfield: 2013-2014